# 竹本殿母太夫
竹本 殿母太夫（たけもと とのもだゆう）は、義太夫節の太夫。
江戸後期より四代を数える。
初代が六代目竹本綱太夫を、初代・二代目が共に竹本織太夫を継いでいることから竹本綱太夫系の名跡として知られている。

## 初代
（天保11年（1840年） - 明治16年（1883年）9月24日）
竹本小定太夫 → 初代豊竹錣太夫 → 初代竹本殿母太夫 → 二代目竹本織太夫 → 六代目竹本綱太夫
本名：斎藤太市。通称：左官の綱太夫、織太夫の綱太夫。
江戸生まれ。嘉永4年（1851年）三代目竹本長門太夫に入門し竹本小定太夫を名乗る。五代目竹本弥太夫著『弥太夫日記』に同年江戸での出座が記されている。嘉永6年（1853年）師長門太夫に伴われ来阪し、修行をするも、江戸へ戻り、太夫を辞め左官屋となる。再び太夫となるために、四代目豊竹岡太夫の門弟となり、初代豊竹錣太夫を名乗り江戸にて前語りを始める。
元治元年（1864年）再び来阪し、竹本山城掾（二代目竹本津賀太夫）の門弟となり、初代竹本殿母太夫を名乗る。殿母太夫としての初出座は、紋下を師匠山城掾が勤める一座の同年正月京 和泉式部北向の素浄瑠璃の公演で、「お駒 才三 鈴ヶ森」（『恋娘昔八丈』「鈴ヶ森の段」）を鶴澤清次の三味線で語っている。鈴ヶ森は美声の太夫が得意とする語り物であるから、既に美声の太夫として売っていたものと思われる。この後、「酒屋」「中将姫」等、綱太夫ゆかりの出し物も勤めている。慶応元年（1865年）3月四条道場北ノ小家にて「お染 久まつ 質店」（『染め模様妹背門松』「質店の段」）、『義臣伝読切講釈』「植木屋の段」の掛け合いで弥七を勤め、信州路より再び江戸へ下る。
慶応2年（1866年）4月江戸結城座『菅原伝授手習鑑』にて、「車引きの段」「佐田村の段 口」を語る竹本織太夫の名が番付にあり、江戸にて二代目竹本織太夫を襲名していたことがわかる。この公演は結城座の米沢町の再開公演であり、同公演の他の番付では「所作事 傀儡師手振品玉」にも織太夫の名前がある。
しかし、同年9月四条道場北の小家にて「三勝 酒屋の段」を語る竹本殿母太夫の名があり、上方では殿母太夫での出座となった。翌10月同座『大江山酒吞童子』では「保昌屋敷の段」「大切 鬼ヶ城の段」の掛け合いで坂田金時を勤めている。一方、同年11月江戸結城座『伽羅先代萩』「御殿の段 口」『粂仙人吉野桜鳴神』を勤める竹本織太夫があり、急ぎ江戸へ下ったのか、そもそも京・大坂の殿母太夫と江戸の織太夫が同一人物かどうか疑問が残るものの、この公演の次の出座は、殿母太夫として、翌慶応3年（1867年）2月京 四条道場北ノ小家の『妹背山婦女庭訓』「蝦夷館の段」であり、前年11月の江戸での公演からの移動も可能である。
織太夫・綱太夫名跡の後継者である八代目綱太夫は著書『でんでん虫』にて「慶応の初めに二代目織太夫をついでおられます」と記している。
2月の京での公演の後は、4月5月と名古屋の巡業に殿母太夫として参加し、5月若宮御境内で『鎌倉三代記』「三浦別の段」『嫗山姥』「廓話の段」を語っている。
これ以降『義太夫年表 近世篇』では殿母太夫や織太夫の出座が確認できないことから、全国各地を回っていたものと思われる。
『増補浄瑠璃大系図』や『義太夫年表 明治篇』によれば、明治3年（1870年）に西京で二代目竹本織太夫を襲名し、明治5年（1872年）に大阪に下ったとあり、明治初期には上京していたことや、京・大坂でも二代目竹本織太夫の襲名が認められたことがわかる。
豊竹山城少掾は「元治二年二月 京四条南芝居ヘ出勤追々評判宜敷 堺ノ芝居ニテ先代萩竹之間ヲ語リ好人気各所ヘ出勤其後 京都ニ戻ツテ竹本織太夫と再改名ス」と記している。
明治5年（1872年）9月堀江芝居『仮名手本忠臣蔵』にて大阪で出座し、「七段目 一力茶屋場の段」の九太夫と「桃の井別荘の段」を勤める。この「桃の井別荘の段」は後に『増補忠臣蔵』「本蔵下屋敷の段」と呼ばれる演目であり、この時が初演である。翌10月は西京四条道場 宇治嘉太夫座にても上演している。
この後も大阪での出座を続け、明治6年（1873年）9月道頓堀竹田芝居にて『佐倉曙義民物語』「牢屋拷問の段」を語り「古今ノ絶品ニテ大当リ」と評された。この『佐倉曙』「牢屋」については、二代目豊竹古靱太夫（豊竹山城少掾 ）が織太夫時代の床本を買い求めた際に、「その許殿へ候上者出語り及び不申床内にても決して語り間敷候 借主竹本織太夫、貸主浅野常次郎殿」との三十両の証文が挟み込まれていたそうで、質入れできるほど織太夫の「牢屋」には価値があった。大評判を取る2年前の明治4年（1871年）のことである。次に、古靱太夫が六代目綱太夫時代の「牢屋」の床本を求めると、「給銀は二杯半」と綱太夫の直筆があった。「二杯半」とは「給銀十五割増し（+150%）」とのことである。また、明治9年（1876年）4月に土佐高知へ巡業に行った際には「牢屋」を語るにあたり、餘賂（本給銀とは別の特別の謝礼金）として三十五両を受けた。その高知の小屋の木戸は通常16銭のところ、20銭、30銭とプレミアムが付き、客をすし詰めにしたそうである。六代目綱太夫の人気の凄まじさを物語る。
明治7年（1874年）4月道頓堀竹田芝居『仮名手本忠臣蔵』七段目「祇園一力茶屋の段」にて端役の亭主の役を割り振られ、大いに憤慨するも、「離れ座敷へ灯をともせ仲居ども」の「仲居ども」に新しい工夫を加え、特有の仇な美声も相まって満場を唸らせ、忽ち大評判となり、以後この六代目綱太夫のように語るようになり、今日に至っている。確かに茶屋場の亭主は軽い役であるが、同公演での織太夫の本役は得意の『明烏六つ花曙』「吉原揚屋の段」（明烏）である。
明治8年（1875年）2月道頓堀竹田芝居『三拾三間堂棟木由来』「平太郎住家の段 切」を初代豊澤新左衛門の三味線で二代目竹本織太夫が語り、復活している。これは『国立劇場上演資料集〈378〉』の「上演記録」によれば、文久3年（1863年）いなり社内東小家『卅三間堂棟由来』「平太郎住家の段 切」を四代目豊竹湊太夫が語って以来12年ぶりの上演であった。キングレコード版「八世竹本綱太夫大全集」の解説に「万延元年（1860年）に三世豊竹巴太夫（六代目竹本咲太夫）が没すると、この作品（『三十三間堂棟由来』「平太郎住家の段」）の上演はとぎれてしまう。たまたま明治八年（1875年）二月、大阪の竹田芝居で（二代目）竹本織太夫（のち六世綱太夫）が語ったところ、大好評を博した。全身に彫り物をしている江戸っ子の織太夫は、すでに「城木屋」や「明烏」で大阪市民をやんやといわせていたが、いままた『卅三間堂』の好演で観客は沸き立ったようだ。三月は京都、十一月は再び竹田、翌九年一月は大阪天満、十月は大江橋というように、各地で盛んに上演していく。こんにち『卅三間堂』が綱太夫場といわれるのは、このような事情によるのであろう。随所に残っている花やかなふし回しが、その片鱗を伝えている。」と、倉田喜弘が記している。（明治8年（1875年）2月道頓堀竹田芝居の二代目竹本織太夫・初代豊澤新左衛門の上演は、三世豊竹巴太夫（六代目竹本咲太夫）以来20年ぶりとあるが、前述の通り四代目豊竹湊太夫が語って以来12年ぶりである）
同様に二代目野澤喜左衛門は、「『三十三間堂棟由来』「平太郎住家の段」は二代目竹本織太夫時代に初代豊澤新左衛門と組んで流行させたもので、書きおろされてから長い間廃滅していましたが、法善寺の津太夫さんのもう一代前の綱太夫（※六代目）が新左衛門さんとのコンビで流行し出したもので、勇み肌の綱太夫がいなせな声の「和歌の浦には名所がござる、一に権現、二に玉津島、三に下り松、四に塩釜よ、ヨーイ、ヨーイ、ヨイトナ」と木遣り音頭がうけたそうです。わかの浦の「わか」の所が現在も綱太夫の語った通りにナマッて語られますし、また「切り崩されて枯柳」も下におとして節尻の音調も、その特色を残しています。摂津大掾も綱太夫の生きている間は、これは織さんが語り生かされたものだからと遠慮された程のもので、この話は美談だと思っています。」と語っており、「柳」は（六代目）綱太夫場であるというコンセンサスがあることがうかがえる。
また、六代目綱太夫没後の明治41年（1908年）4月堀江座にて二代目竹本春子太夫が二代目豊澤新左衛門と「柳」を勤めるにあたり、六代目綱太夫の相三味線を勤め、六代目綱太夫愛蔵の院本（丸本）を所蔵していた八代目竹澤弥七に「柳」を習いに行った際のエピソードが当時の劇評に記されている。「彼れ（二代目竹本春子太夫）は此『柳』を語るに就て、京都にいる弥七師匠（故人綱太夫の相三味線）に交渉し、其結果師の薫陶を受け、熱心にも故人綱太夫の型を学んで一流を発展せしめた其功や偉大なりと云うも敢て過言ではあるまい。兎に角京都通いをしてまで学んで床にかけると云う溢るるその熱心は実に感服なもので将来斯道の大家となるべき余裕はまさにあるのである、弥七師匠も其の熱心に感じて故人綱太夫愛蔵の院本即ち故人が弥七師へ遺物としたる本を贈呈せられたそうで、春子太夫も一種の感に打たれて、その遺物の院本を大切に蔵しているが、斯道家に取っては虎の巻であろう、絹表紙の綴本でサビれたものだ、朱も有難が浄書も中々奇麗だ、恐らく当今の浄書家も斯程に書くことは出来まい。その奥書に『維明治八年乙亥一月上旬、新写之』『竹本織太夫改メ六代目竹本綱太夫四代目竹本織太夫譲受』としてあるから、六代目の綱太夫から四代目の織太夫（註：四代目織太夫＝八代目綱太夫ではなく、堀江座座主木津屋吉兵衛の代数外の竹本織太夫。）が即ち七代目の織太夫（註：ママ）と改名した時代に写書したものである。尚当時の芝居番付が附録式に綴ってある。それを一覧するに。
明治八年亥の三月吉日より 京都四条南側に於て 中狂言 三十三間堂 切 竹本織太夫
亥の二月吉日より 竹田芝居にて 切狂言 切 竹本織太夫
明治九年子年十月 大江橋席にて 中狂言 切 竹本織太夫
としてあるから、此時は未だ織太夫であったのである、此時『柳』は既に十八番となり好評嘖々として遂に後世『柳』は綱太夫物と囃われ歴史付きの語物となっているが、要するに前記した如く『柳』の語手として名声天下に轟きしは即ち織太夫時代で、都合三回の芝居に於て名を揚げし人であるから織太夫の綱太夫は名家であったに相違あるまい。茲に誌して読者の参考に供するのである。さて歴史付き綱太夫式の『柳』を語る春子太夫のは前記の経歴であるから、従来演ずる『やなき』とは其節調が異っているようだ、先ずマクラの『妻はー』と云う大マワシがすんで『木伐る音やこたへけん』で強く押シ。『お柳は身内の』で軽くスカス『潔よい名を上てたも』この『イサギヨイ』で強く腹を聞かし、『たもヤア』の所即ち角太夫節（故人角太夫にて、この『ヤア』は角太夫の発明なり）であるが、春子丈は此の『ヤアゝゝゝゝ』を普通のよりは余程重きを置いて語っている。平太郎も力を籠めて充分ハラを語っていたが中々味いがあった。例の『信田の古栖』云々も極く陰気に語り。『斬り』を渋く『崩されて枯柳』で軽く後の『何とて形を残すーべーき』の処拍手大喝采、『杖に我が子を力草、柳がアー』の林清節（三味線の譜）の処が最も佳く。和田四郎も大舞台にて『鳥眼は何の因果ぞと』の辺りは筒一ぱいの語口、例の木やり音頭で『一に権現、二に玉津島』この津島は至極軽妙であったが、段切りになって些し急調になって余裕なく、耳障りのようであったが、是はどう云うものか。要するに此の『やなぎ』は大成功で大に呼物であった。三味線の新左衛門も撥音さえて、あざやかであった毎時も好評であるは目出たしヽヽ（「浪花名物 浄瑠璃雑誌」第67号、明治41年6月）」
明治9年（1876年）9月大江橋席『夏祭浪花鑑』「九郎兵衛住家の段（田島町団七内の段）」にて六代目竹本綱太夫を襲名。以来、竹本織太夫が竹本綱太夫の前名となっている。この九郎兵衛住家の段（団七内の段）は、三代目綱太夫・四代目綱太夫が得意としてきた綱太夫場である。
襲名にあたり、浮世絵師玉園に描かせた摺物と襲名披露狂言である『夏祭浪花鑑』「九郎兵衛住家の段（田島町団七内の段）」に因んだ団七縞と徳兵衛縞の改名（襲名）の挨拶状を作成している。摺物には、文楽座紋下五代目竹本春太夫と六代目綱太夫の師匠にして大江橋席の紋下竹本山城掾 藤原兼房（二代目竹本津賀太夫）が名を寄せている。これは、文楽座・大江橋席の双方の紋下からのお祝いというよりも、五代目春太夫と山城掾は四代目竹本綱太夫の同門であることから、師名である竹本綱太夫の六代目が、春太夫にとっては甥弟子、山城掾にとっては直弟子から誕生したことを祝ってのことである。

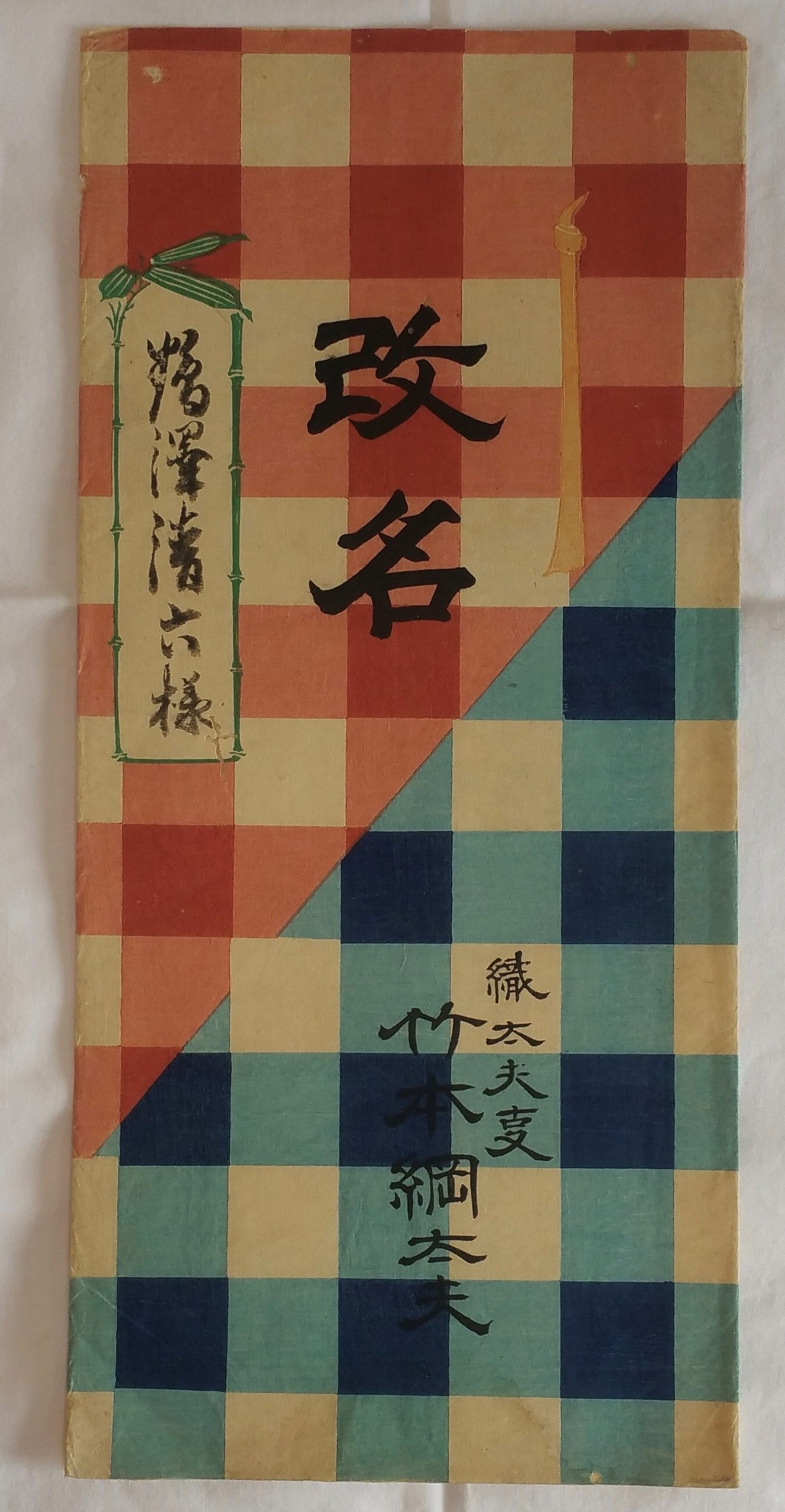
六代目竹本綱太夫改名（襲名）摺物（初代鶴澤清六に宛てたもの）

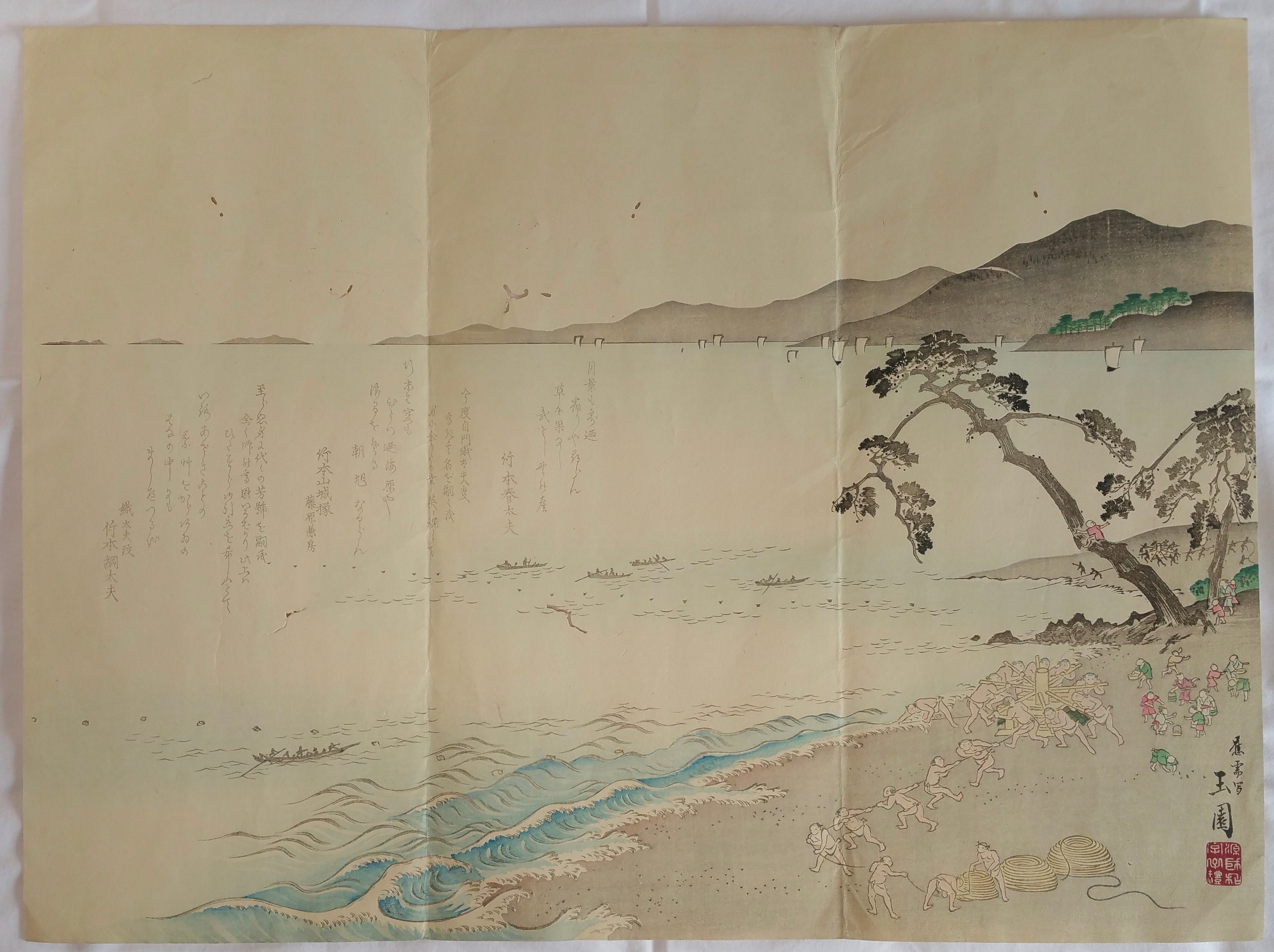
六代目竹本綱太夫改名（襲名）摺物（玉園 画）

四代目竹本長門太夫は『増補浄瑠璃大系図』の六代目綱太夫の欄に「初代政太夫事播磨少掾門弟京初代式太夫系譜の続猪の熊綱太夫より飴屋綱太夫是三代なり四代吉兵衛綱太夫五代隼人綱太夫六代太市綱太夫是を号て綱太夫内と云なり」と記しており、竹本綱太夫の名跡には芸統に混乱がなく、一門のみにて継承されてきたことを「綱太夫内」という言葉で表現している。
同年11月道頓堀弁天座、初代鶴澤清六の引退披露狂言『義経千本桜』「花種蒔 吉野山の段」が五代目竹本春太夫・初代豊澤團平、六代目竹本綱太夫・初代豊澤新左衛門、初代豊竹古靱太夫・初代鶴澤清六と一座の看板を並べて上演された際に、綱太夫が紀伊の国（柳）を歌い、花街で大流行した。「千本桜の春古靱綱ノ掛合 狐ばかされの所で荒法師が歌をうたう此時綱太夫師が紀伊の国をうたゐましてから色里各廓で紀伊の国が大流行致しましたとの事を師匠の宅ノ御かみさん（初代鶴澤清六の娘、七代目綱太夫の伴侶、鶴澤きく）からよく御噺しを聞きました」―豊竹山城少掾
翌明治10年（1877年）1月元長州屋敷小家『花雲佐倉曙』「宗五郎住家の段 切」を語り、竹本四綱翁（四代目綱太夫と実父の年忌のため、十八年ぶりに東京へ上る。
同年3月13日付読売新聞に「大坂にて名高い義太夫がたりの織太夫と綱太夫と三味せんひきの新左衛門が此ほど東京へ参り、今月十六日より両国の昼席へ出るとて、太棹好の連中首を伸して待て居ります。」 とある。織太夫と綱太夫と記されているが、後の三代目織太夫は同年に織の太夫から二代目母太夫を継いでおり、殿母太夫の書き間違いと思われる。また、同年12月7日付東京曙新聞には、「竹本綱太夫は幼年の折より大坂にて浄留里を稽古して近頃大に上達したれば、去々月久振にて府下に戻り浅草新福井町へ始て看板を出すや否や、早くも四方より聞伝ヽヽ浄留里興行を依頼するに、十五日間にて百三十円より百五十円位の買切りなるに何所の席にても大当りならざるはなく、殊に此節は尾張町の鶴仙へ出掛ますに場所柄丈け別して大当りにて毎晩々々客留めになり、なかヽヽ容易に聞くことは出来がたき程のよし。最早万事霜枯の時節といひ寄席などは猶更のことなるに、かく繁昌するは全く稽古に骨を折し丈けなりと或人の咄しなり。浄留里の小技すら骨を折れば此通り、天下国家を経論する有用の学問に従事する輩の骨も折らずに紫綬金章を佩んとするは、浄留里語りにも劣れるものといはざるべけんや。」 とあり、綱太夫の人気のほどをうかがわせる。
翌明治11年（1878年）7月愛宕二丁目芝居（愛宕町の大人形）の杮落し公演『菅原伝授手習鑑』にて「車先の段 松王丸」「手習子やの段（寺子屋の段） 切」を勤めている。同年8月9日付け東京絵入新聞「有名な浄瑠璃かたり竹本綱太夫は大坂の人形座文楽座からの迎へが来たので、愛宕町の大人形をしまひ次第帰坂するといふことですが、今度は越路太夫と春太夫とが入れ替りに東京へ登るとの評判。」 とあるように、綱太夫は帰阪し、
同年10月堀江芝居『八陣守護城』の番付に
「秩冷之砌に御座候得共御区中各々様方益御壯健に御渡り被遊大寿至極に奉存候随而愚拙義長年之間御当地にて御引立仁預り未熟不調法成芸道を以て幸ひと仕り罷在候処去る丑年は竹本四綱翁殿幷に愚父の年忌なれば佛参のため十八年ぶりにて古郷なる東京表江登りしにはや二重も近き昔となれば竹馬の友さへ役果て江潭に遊びし屈原にあらねとも語り合ふべき者なければ只御当地御愛染敷く朝にも夕べにも祈間念願届き此度師匠竹本山四郎より至急の使ひに取不敢御地へ急ぐ駅路は車の綱に道を走らせ芦の都の御贔屓の綱をたよりに山川の難所をいとはず再び御地に帰り新参以前に替らず何れ茂様御贔屓の御余光を持まして何卒興行の初日より永当々々と仰合御ひいき御引立之程偏に奉希上候　己上　月　日　竹本綱太夫　敬白」
と、口上書きをし、大阪の舞台に復帰。「船の段 加藤正清」と「正清本城の段 切」を語った。
この頃「（明治11年）四月頃綱太夫ガ師匠ノ竹本山四郎ノ一世一代ノ引祝会ヲ催ストイウ噂ガ三月十三日朝野新聞二出ル」と『義太夫年表明治篇』にある。
明治12年（1879年）11月博労町稲荷北門定小屋『菅原伝授手習鑑』「寺子屋の段 切」を語るが、この公演中に、東京にて綱太夫が死んだという噂が立ち、11月12日付の朝野新聞で否定した。「大坂の綱太夫は病中に死んだ死んだ、と風聞されしを忌々しく思ひ、最早全快したれば近々出京して名人重太夫と張り合ひ、花々しく興行すると云って居るとの事。」 これは、綱太夫自身が病に侵されていたということもあろうが、1年以上東京を空けていた綱太夫に対する東京の御贔屓たちの恨み節でもあろう。この「寺子屋の段」が京・大坂の上方での最後の舞台となった。
翌明治13年（1880年）3月17日付郵便報知新聞に「先頃より噂ありし竹本綱太夫は三味線弾き豊澤新左衛門と共に再ひ上京し、昨十六日より昼は両国橋の新柳亭へ出ますが相替らぬ人気取り、贔屓より贈りし幟は川風に翻へり余程の上景気。」とあり、東上し、初代豊澤新左衛門と東京で出座していたことがわかる。そして、「死んだ死んだ」と囃し立てた御贔屓も久々の綱太夫に幟を送っている。
明治14年（1881年）3月市村座で四代目助高屋高助が「日高川」を初代花柳壽輔振付の人形振りで演じた際に、六代目竹本綱太夫と初代豊澤新左衛門が演奏を受け持ち、33日間の公演で五百円の給金を得る。この際の 浮世絵 が残っている。
明治15年（1882年）1月4日付いろは新聞「先年府下で愛顧を受大坂へ帰った後道具方某の為に御霊社内の定席で切害された竹本（註：ママ）古靭太夫の三味線弾であった鶴沢六兵衛は、帰坂後は徳太郎と改名して一昨年師匠清六の名を継で鶴沢清六となり大坂で腕を鳴せて居たが、今度竹本綱太夫が招き寄、汝身の合三味線にして去一日から柳橋の新柳亭、薬師の宮松、京橋の大六席に出勤するので何処も大入だと、或義太夫好からデンデン伝信。」とあり、二代目鶴澤清六を江戸に自身の相三味線として呼び寄せている。
明治16年（1883年）9月24日死去。享年44歳。戒名は竹薗院綱譽業徳義本居士。9月27日付絵入朝野新聞に「生て復死す　竹本綱太夫が死だり蘇生たりしたことは一昨日記しましたが、同人は蘇生りし後は少しづゝ心快き方に向ひ、粥の少し許りも食るやうになった処、遂に去二十五日（註：ママ）午後六時頃、享年四十四歳を一期として今度は真実に死ました。」という記事がある。筆致はふざけているが、六代目綱太夫の病状が新聞記事になるほど、東京での六代目綱太夫の存在感を示している。
全身に見事な彫り物をいれていた粋な江戸っ子で、その美声は類稀なものであり、江戸浄瑠璃の『恋娘昔八丈』「城木屋の段」『明烏六花曙』『碁太平記白石噺』や、『三十三間堂棟由来』『傾城阿波鳴門』『中将姫』『酒屋』を得意としていた。元は左官をしていたため、街角を塗っていた左官を鼻で笑ったところ、左官が憤慨し「おかしければてめぇが塗ってみろ」と言ったのを小耳に挟み、羽織を脱いでポンと投げ尻端折のコテの鮮やかさに見るものを驚かせたという逸話も残っている。
初代豊竹古靱太夫とは義兄弟の間柄で、つねに「兄貴」「兄貴」と慕っていたが、芸に於いては非常におそれをなし、当時美音無比と評されていた二代目竹本越路太夫（後の摂津大掾）は眼中にはなく、ただただ古靱の浄瑠璃を目の上のこぶとしていた。そのため、初代古靱太夫が明治11年（1878年）に殺害されたときには、長嘆息をしその死を悼むとともに「もはや天下に怖い語り手は一人もいない」と六代目綱太夫は語ったという逸話がある。 石割松太郎はこの逸話について「六代目綱太夫のその心持ちは、やがては綱太夫の浄瑠璃の風を如実に物語り、その語り口をも暗示するものとみてよかろうかと私は思っている」と評している。
交友関係も広く、三代目都々逸坊扇歌と義兄弟の盃を交わし、この仲介をした講釈師の石川一口の法善寺の席で、扇歌が三味線を弾き、六代目綱太夫が端唄を歌ったところ、大喝采だったという逸話も残っている。
先祖崇拝の念がすこぶる厚く、法善寺には初代綱太夫の墓の花入れ、二代目綱太夫と二番目の師匠である四代目岡太夫の墓をそれぞれ建て、碑文谷の正泉寺には四代目綱太夫の墓を建立している。 また、三番目の師匠である竹本山城掾は晩年六代目綱太夫の仕送りを受けていたと伝わる。
明治17年（1884年）5月9日付郵便報知新聞に「追善大会 明後十一日、浜町の東華楼に於て宮本賀助が催ふしにて故竹本綱太夫の追善のため、門弟（三代目）織太夫外七名及び竹本越太夫、鶴澤勇造、同文蔵、西川伊三郎が補助となり興行の人形芝居の一座に、軍談師松林伯圓、一龍齋貞山、神田伯山、落語家三遊亭圓朝、柳亭燕枝、三遊亭圓橘等が加はり、午前八時より午後十一時まで右大会を興行するよし。」との記事がある。
川崎大師に知友（五代目一龍齋貞山 (三代目錦城斎典山）、二代目神田伯山、初代柳亭燕枝、二代目松林伯圓、初代三遊亭圓朝、三遊亭圓鶴 他）や門弟の建立した立派な六世竹本綱太夫の碑が現存している。

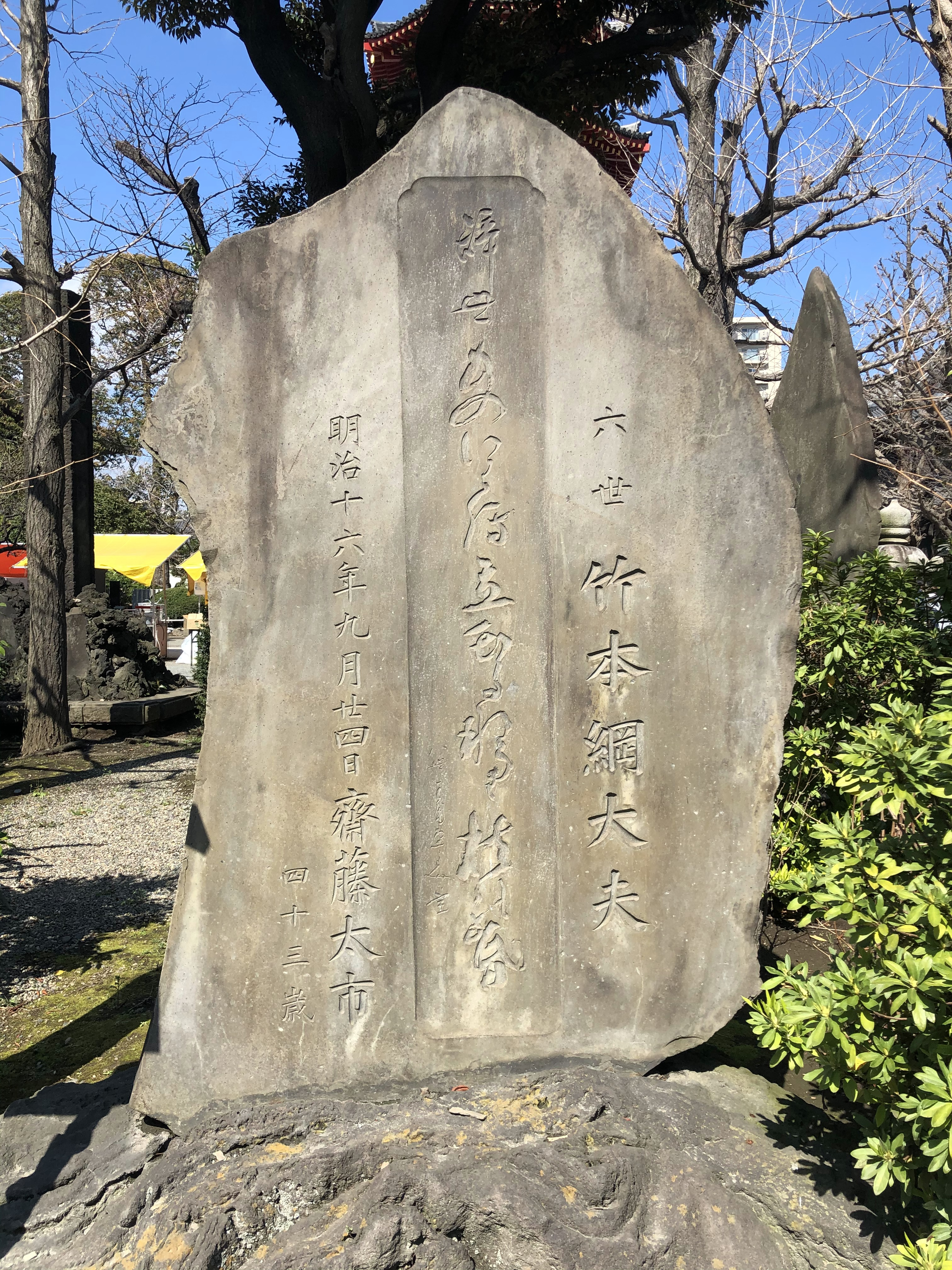
六世竹本綱太夫の碑

## 二代目
（安政元年（1854年）2月～明治33年（1900年）8月12日）「明治の織太夫」
竹本織の太夫 → 二代目竹本殿母太夫 → 三代目竹本織太夫
六代目竹本綱太夫（初代竹本殿母太夫・二代目竹本織太夫）門弟。
定紋は四つ柏に隅立て四つ目。本名：加藤房治郎。出身は京都市上京区油小路竹屋町。
初名を竹本織の太夫といい（織の太夫は五代目織太夫の幼名でもある）、入門の時期や初出座は明らかではないが、『義太夫年表 明治篇』によれば、明治7年（1874年）4月道頓堀竹田芝居 太夫 竹本山四郎『仮名手本忠臣蔵』「大序 鶴ヶ岡の段」に竹本織の太夫の名前がある。この公演で師匠二代目織太夫は茶屋場の亭主を語り「仲居ども」で工夫を見せた。その後も師匠二代目織太夫と共に祖父師匠竹本山城掾（山四郎）の一座に出座している。
明治9年(1876年)9月、師匠二代目織太夫が六代目竹本綱太夫を襲名した公演では、『一谷嫰軍記』「熊谷陣屋の段 中」と切を語る五代目巴太夫の端場を勤めた。翌明治10年（1877年）1月元長州屋敷小家『花雲佐倉曙』「小網町 宿屋の段」を語ったのを最後に大阪の舞台に別れを告げ、師匠六代目綱太夫の東上に従い、東京へ向かう。同年3月13日付読売新聞に「大坂にて名高い義太夫がたりの織太夫と綱太夫と三味せんひきの新左衛門が此ほど東京へ参り、今月十六日より両国の昼席へ出るとて、太棹好の連中は首を伸して待て居ります。」 とある。織太夫と綱太夫と記されているが、未だ「織の太夫」であるため、書き間違えである。
同年師匠の前々名である竹本殿母太夫を二代目として襲名した。襲名披露がいつ行われたのかは不明であるが、翌明治11年（1878年）7月愛宕二丁目芝居（愛宕町の大人形）の杮落し公演『菅原伝授手習鑑』にて「手習子やの段（寺子屋の段） 中」を勤める竹本殿母太夫の名前があることから、遅くともこの公演までに二代目竹本殿母太夫を襲名していたことが確認できる。ちなみに寺子屋の段の切は師匠綱太夫が語っている。同公演では切狂言の「開興三番叟」の三番叟も勤めている。
以降も師匠綱太夫に従ったものと思われ、明治11年（1878年）10月堀江芝居『八陣守護城』「木村屋敷の段 中」『近頃河原の達引』「道行の段」を語りで大阪の舞台に復帰。翌11月大江橋席11月では『恋飛脚大和往来』「淡路町飛脚屋の段」（師匠綱太夫は続く新町揚屋の段（封印切の段）」を語っており、実力のほどをうかがわせる。
明治12年（1879年）4月博労町稲荷北門小家では『嬢景清八嶋日記』「花菱屋の段」を語り、チャリ語りが得意と言われた一面を見せている。翌5月『聖徳太子御一代記』「草刈の段」『釜ヶ淵双級巴続』「藤の森の段」『廓文章』「藤屋伊左衛門」（夕霧は師匠綱太夫）を勤めたのを最後に、京・大坂の番付から名前がなくなることから、東京に下ったものと思われる。師匠綱太夫も同年11月の舞台を最後に東京へ下っている。
以降は、師匠綱太夫と共に東京で出座したが、明治16年（1883年）9月24日に師匠六代目綱太夫が死去。
明治17年（1884年）5月9日付郵便報知新聞に「追善大会 明後十一日、浜町の東華楼に於て宮本賀助が催ふしにて故（六代目）竹本綱太夫の追善のため、門弟（三代目竹本）織太夫外七名及び竹本越太夫、鶴澤勇造、同文蔵、西川伊三郎が補助となり興行の人形芝居の一座に、軍談師二代目松林伯圓、五代目一龍齋貞山 (三代目錦城斎典山）、二代目神田伯山、落語家初代三遊亭圓朝、初代柳亭燕枝、二代目三遊亭圓橘等が加はり、午前八時より午後十一時まで右大会を興行するよし。」との記事があり、師匠六代目竹本綱太夫の追善興行の施主を務めたことがわかる。記事に、「門弟織太夫」と記されていることから、遅くとも同年には三代目竹本織太夫を襲名していたことがわかる。
明治18年（1885年）3月文楽座『義経千本桜』「嵯峨野庵室の段 中」を語る竹本織太夫の名前が番付にあることから、師の没後は東京での舞台ではなく、大阪文楽座に活躍の場を移した。
同年6月の織太夫の役場は『加賀見山旧錦絵』「廊下の段」であり、「長局の段」を七代目綱太夫（三代目津太夫）が語っていることから、七代目綱太夫の預りの形での大阪文楽座出座と推察される。
同年10月東京猿若町一丁目の猿若座跡地に開場した猿若町文楽座の杮落し公演『生写朝顔話』「大磯揚屋の段」「浜松の段」を語った。この公演には大阪の文楽座から二代目竹本越路太夫・七代目綱太夫（三代目津太夫）・五代目豊澤広助・吉田玉造と当時の文楽座の三人紋下に加え、後の庵が出演する文楽座の総引越し興行とも呼べる豪華な舞台であった。
この杮落し公演のお名残狂言で織太夫は『碁太平記白石噺』「明神の森の段 正雪」『壇浦兜軍記』「阿古屋琴責の段 阿古屋」を勤めている。文楽座の大阪復帰公演である明治19年（1886年）1月文楽座『玉藻前旭袂』「神泉苑の段」を語っており、当時の大阪の文楽座の一員が帰阪するのに従ったことがわかる。
以降も文楽座での出座を続け、明治21年（1888年）12月文楽座『天網島』「紙屋の段 中」、明治22年（1889年）5月文楽座『摂州合邦辻』「合邦住家の段 中」を語っているが、いずれも切を二代目竹本越路太夫が語っていることから、紋下越路太夫の端場を勤めるほど実力を上げていたことがわかる。
明治22年（1889年）7月『生写朝顔話』「真葛ヶ原の段」「嶋田の段 次（笑い薬の段）」を語ったのを最後に東京へ下る（「嶋田の段 切（宿屋の段）」は七代目綱太夫（三代目津太夫）が語っている）
明治24年（1891年）7月2日付の大阪毎日新聞に「竹本綱太夫の名跡」の見出しで「目下東京に出稼中の竹本織太夫は近々帰阪し、綱太夫と改名して文楽座へ出勤すると云ふ。其の為め口上」という記事が載っており、師名竹本綱太夫を七代目として襲名する話があったことがうかがえる。このように師名綱太夫の七代目襲名のために大阪へ発つ予定だったことがわかるが、以降の文楽座の番付に竹本織太夫の名前はなく、明治25年（1892年）1月20日付東京朝日新聞「駒太夫の名披露」の記事に「六代目駒太夫の名跡を襲ぎ、来る二十四日東両国井生村楼にて名弘め会を催すよし。同日席上の語り物は、義士銘々伝（織太夫、竜造）」とあることから、大阪文楽座ではなく、東京での出座を続けた。
明治26年（1893年）10月神保町新声館の杮落し公演では、『本朝廿四孝』「勘助住家の段」『壇浦兜軍記』「阿古屋三曲の段 重忠」を語っている。以降も新声館での出座を続け、明治27年（1894年）7月新声館『妹背山婦女庭訓』では、「吉野川の段 定高」「御殿の段（金殿の段）」を語った。
明治27年（1894年）11月5日付「今日 此頃　義太夫細見（明治廿七年十月上旬調）に「竹本織太夫こと加藤房次郎安政三年八月生」とあり、此君帖の「安政元年二月」と生年が異なっている。
明治28年（1895年）6月7日付読売新聞「「伊勢音頭恋寝刃」は油屋の段にて織太夫の十八番」、6月12日付報知新聞「油屋之段伊勢音頭に織栄太夫と広三は普通。織太夫は予てより得意の事とて巧く演りたり。然れど「他言は無用」の処は些と中位。「暖簾の内より徳島岩次」の処は演り過ぎて狡滑く、「かすねぎの大馬鹿野郎め」は牛の耽る如くなりし。「なア岩さん」の一句は特に一工夫して見る可し、腹が些と連ひ居りはせずや。此外は前にも云ひし如く云分なく、「喜助どんオゝ辛度」の処も無難なりし。結構結構。」 とあり、『伊勢音頭恋寝刃』「油屋の段」を得意にしたことがわかる。
最後の舞台は明らかではないが、明治30年（1897年）5月28日読売新聞の記事にて5月29日より新声館で行われた男女義太夫大演芸会に織太夫が出演したことがわかる。それ以降『東京の人形浄瑠璃』で織太夫の出座は確認できない。
明治33年（1900年）8月12日47歳で死去。戒名は竹操院織譽道徳喜本居士。
「利生記」舟宿・「壷坂」・「沓掛村」・「伊勢音頭」・「伊右衛門住家」、特にチャリ語りが得意を得意とした。
前述の通り明治24年（1891年）に大阪文楽座に戻り七代目綱太夫の襲名を志したが、三代目織太夫は東京に留まり死去まで東京での出座を続けた。三代目織太夫が大阪文楽座へ戻らなかった理由は不明であるが、明治24年（1891年）10月7日付国会新聞に「文楽座 浅草猿若町の文楽座は目下梅村某氏の所有なるが、今度同座を取毀ちて、同区公園地内凌雲閣の裏手なる見世物諸芸の小屋に移転するとの事」 とあることから、東京の人形浄瑠璃の本拠地であった猿若町の文楽座が閉場した。東京の人形浄瑠璃の本拠地を失ったことを境に、三代目織太夫は大阪文楽座への復帰を志したが、明治26年（1893年）5月1日に神田神保町に新声館が開場し、10月15日より人形浄瑠璃の公演が行われていることから、東京での新たな人形浄瑠璃の本拠地を得た為、三代目織太夫は東京に留まったものと思われる。猿若町文楽座閉場の話が明治24年（1891年）の10月にあり、神保町新声館が明治26年（1893年）5月の開場と、1年以上の期間が開いているが、1年以上前に、即ち猿若町文楽座の取り壊しの前後に既に新声館設立の話があったと考えるのが自然であろう。以降も新声館での出座を続け、師名綱太夫を襲名することなく47歳の若さでこの世を去った。
三代目織太夫ほどの実力があれば、東京での七代目竹本綱太夫襲名披露を行うことも可能であったと考えられるが、竹本山城掾亡き後、竹本綱太夫一門の総帥は三代目津太夫（後の七代目綱太夫）であり、その庇護の元、七代目綱太夫の襲名披露は、初代以来のゆかりの地大阪で行うものであるというコンセンサスが本人三代目織太夫はもちろんのこと、一門内にあったものと推察される。
以降、綱太夫の名跡は、三代目織太夫の祖父師匠である竹本山城掾の京・大坂の系統に戻り、山城掾の門弟であり、文楽座の庵として重きをなした三代目津太夫（織太夫の叔父師匠）が晩年に七代目綱太夫を襲名した。その七代目の弟子である二代目豊竹古靭太夫（豊竹山城少掾）は、門弟の二代目豊竹つばめ太夫に八代目竹本綱太夫を襲名させるための前名として四代目竹本織太夫を選んでおり、以降、織太夫が綱太夫の前名として揺るぎない地位を築いている。
墓所は両国回向院。戒名は竹操院織譽道德喜本居士。墓碑の側面に辞世の句が彫られている。

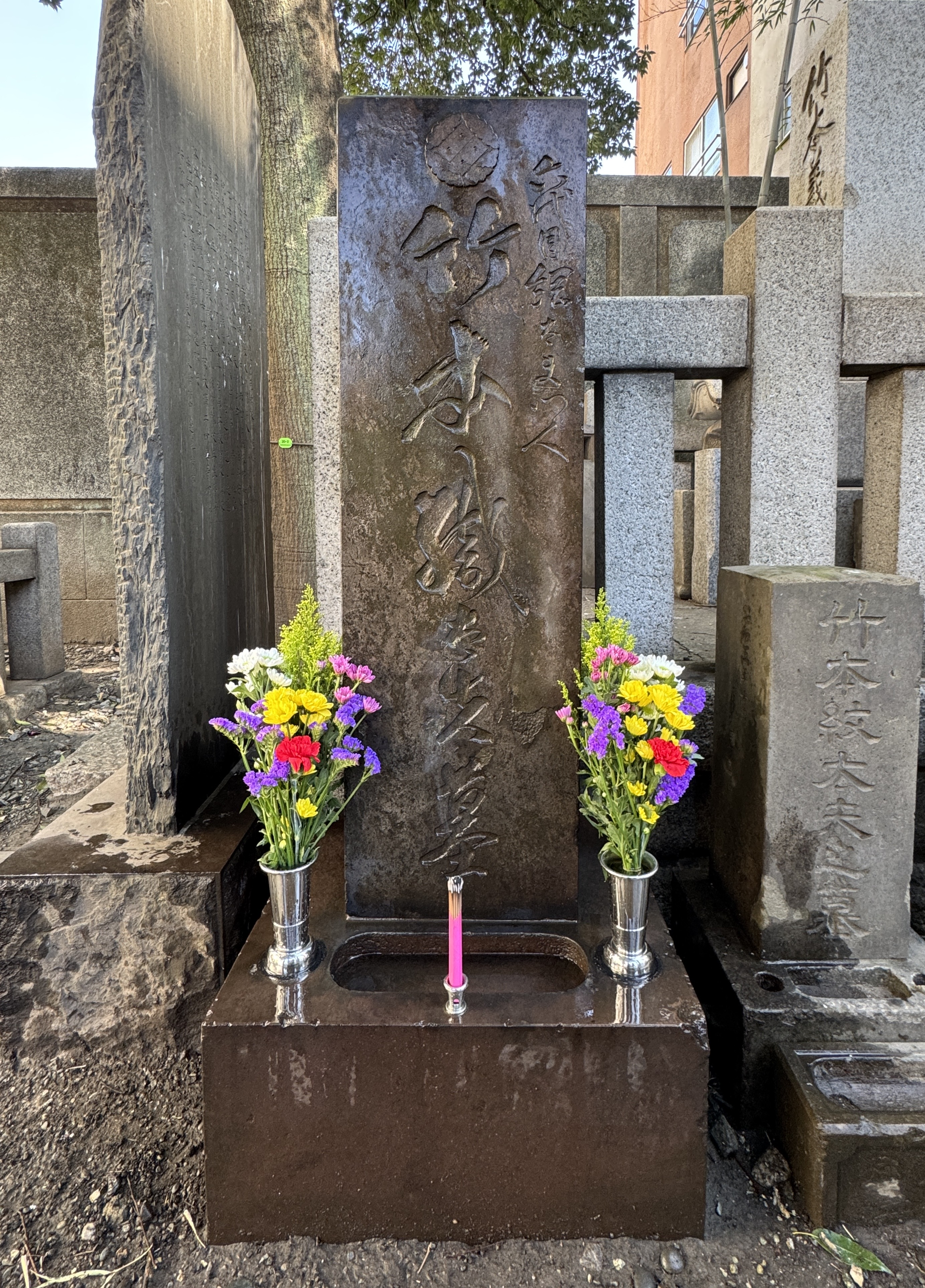
三代目竹本織太夫墓

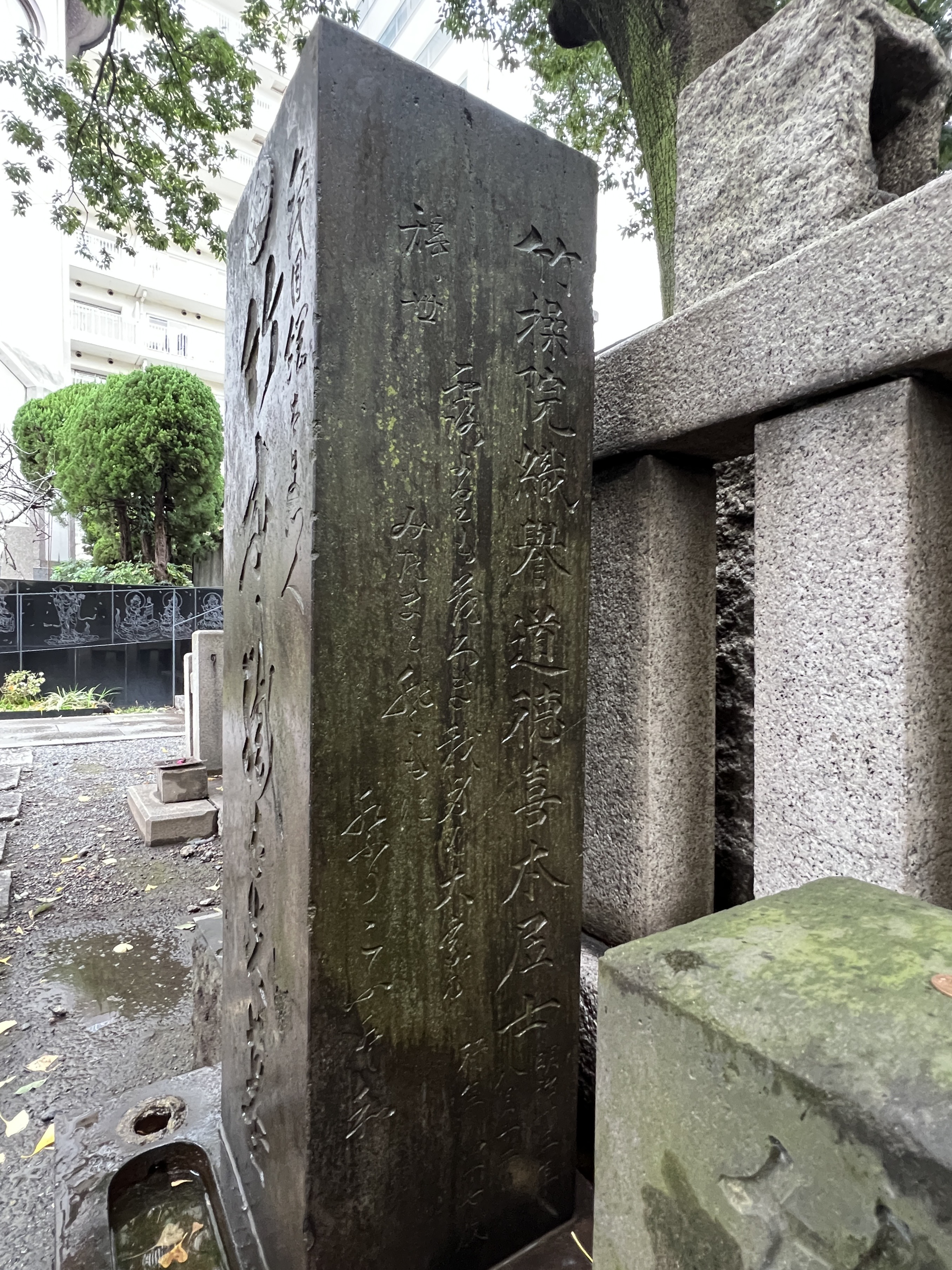
三代目竹本織太夫の墓の辞世の句が彫られた側面

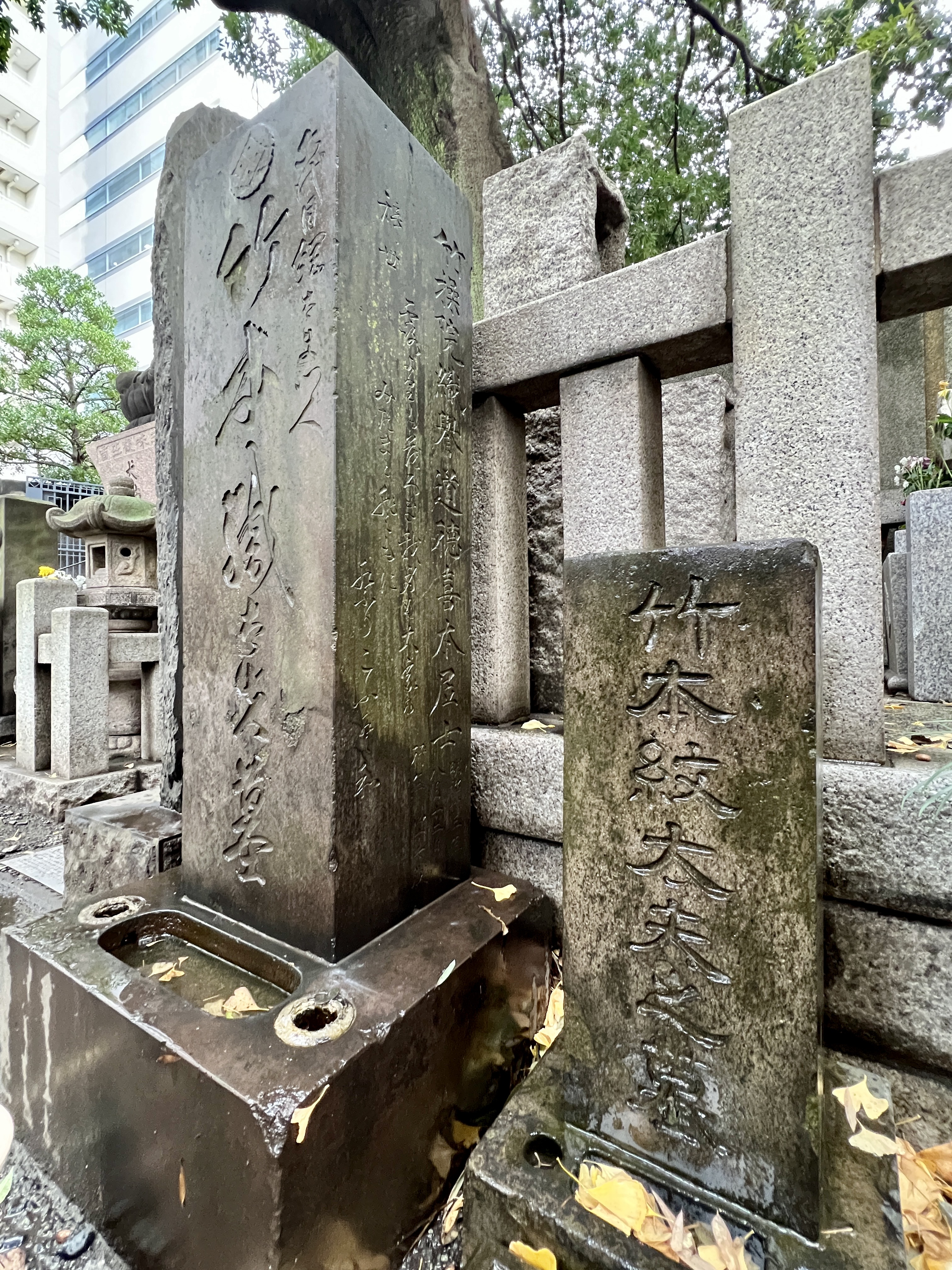
三代目竹本織太夫の墓と三代目竹本紋太夫の墓

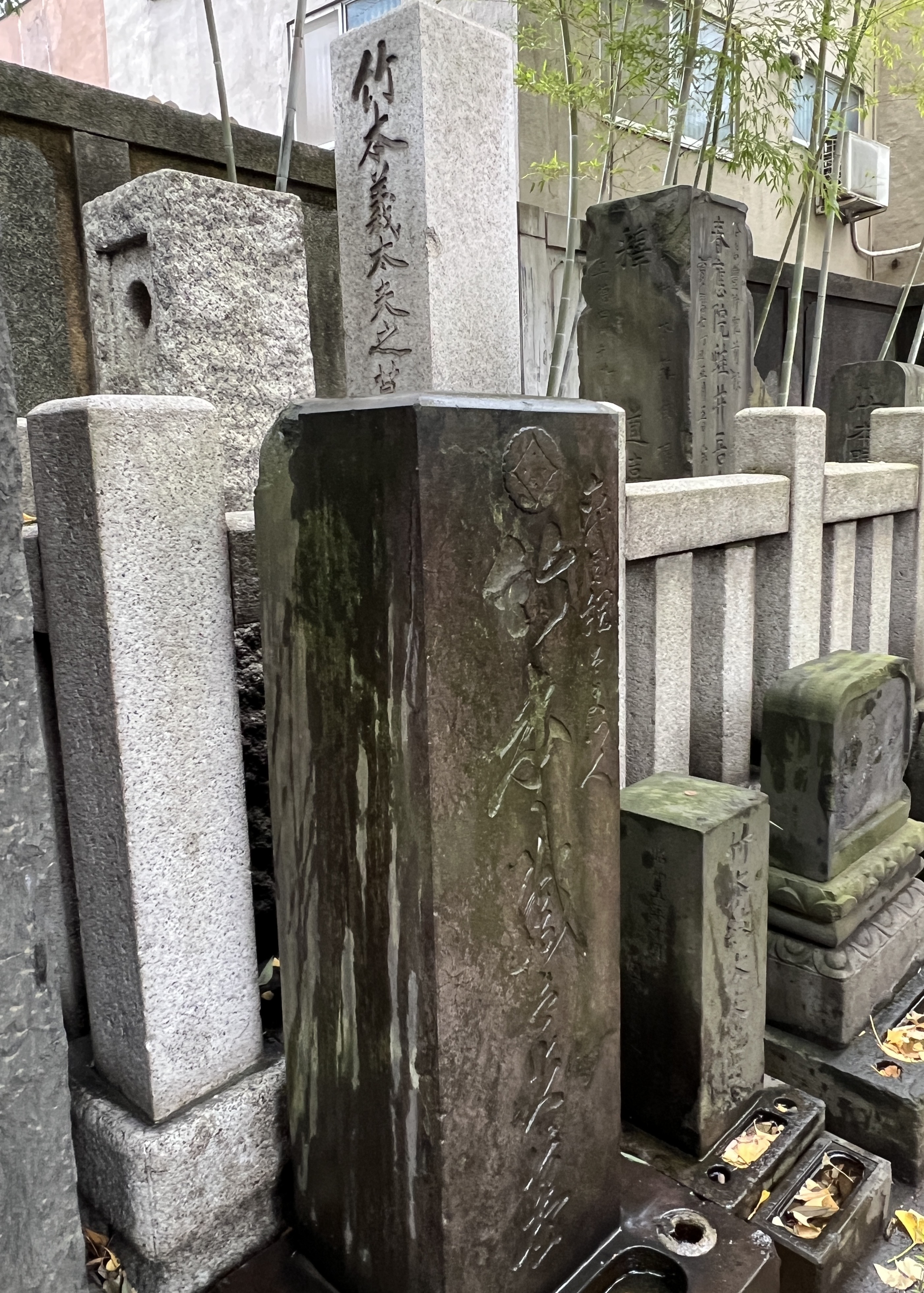
竹本義太夫の墓と三代目竹本織太夫の墓

## 三代目
（文久2年（1862年）- 明治40年（1907年）9月18日）
竹本小勢見太夫 → 三代目竹本殿母太夫 → 四代目竹本勢見太夫
三代目竹本勢見太夫（八代目竹本紋太夫）門弟。河内国出身 竹本小勢見太夫としての初出座が詳らかではないが、師匠三代目竹本勢見太夫の出座する明治10年（1877年）10月御霊社内小家『五天竺』「水簾洞の段」を語る竹本小勢見太夫の名前がある。その後も師匠と同座したが、明治12年（1879年）5月『聖徳太子御一代記』「太子誕生の段」「草刈の段」を語ったのを最後に休座する。明治16年（1883年）六代目竹本綱太夫に入門し、師の前名殿母太夫を三代目として名乗る。明治21年から6年間東京に滞在。帰阪してからは七代目綱太夫（三代目津太夫）の預かりとなり、明治27年（1894年）正月『里見八犬伝』「白箸川鯉釣の段」を語り文楽座へ復帰。その後も文楽座での出座を続ける。
最初の師匠である三代目勢見太夫が高齢による引退披露を明治34年（1901年）2月明楽座で行い、その際に三代目竹本勢見太夫が豊竹麓太夫を、三代目殿母太夫が四代目勢見太夫をそれぞれ襲名するという話があったが、師の麓太夫襲名、殿母太夫の勢見太夫の襲名は行われなかった。「神戸勢見太夫ガ麓太夫卜改名シテ一世一代ヲ兼ネテ明楽座二月興行ニ出演シ勢見太夫ノ名ヲ殿母太夫ガ襲名スルトノ噂ガ立ツ」
しかし、明治38年（1905年）3月文楽座『義経千本桜』「堀川御所川越太郎上使の段 切」を語り殿母太夫改四代目竹本勢見太夫を襲名。4年越しに最初の師名である勢見太夫を襲名するも、翌々年の明治40年（1907年）9月18日に47歳で死去。最後の舞台は同年同月『彦山権現誓助劔』「毛利元就館の段 切」であった。妻は竹本名瑠吉といった。

## 四代目
(明治5年（1872年）11月28日 - 没年不詳)
竹本織栄太夫 → 四代目竹本殿母太夫
三代目竹本織太夫（三代目殿母太夫）門弟。本名：大江米吉。京都市上京区両替町御池下ル出身。明治28年（1895年）2月入門し、竹本織栄（榮）太夫を名乗る。竹本織栄太夫は叔父師匠の六代目豊竹岡太夫も名乗った幼名である。初舞台は明らかではないが、同年5月新声館『加賀見山旧錦絵』「草履打の段」を掛合で語る織栄太夫の名前がある。師匠三代目織太夫も同座しており、『楠昔噺』「生駒山の段」を語っている。翌月同座『伊勢音頭』「油屋の段」では師匠三代目織太夫の端場を語っている。その後も東京で出座を続け、明治35年（1902年）の東京義太夫役員改選の結果、太夫の部 中老格に選ばれている。
明治38年（1905年）1月四代目竹本殿母太夫を襲名。三代目殿母太夫の四代目勢見太夫襲名披露は同年3月文楽座 であるため、三代目殿母太夫と四代目殿母太夫が重なってっているが、三代目欄に記したように、四代目勢見太夫襲名の話は4年前の明治34年（1901年）時点で既にあったことから、襲名披露公演のタイミングの問題に過ぎないと考えられる。